# Seelbach (Cocktail)

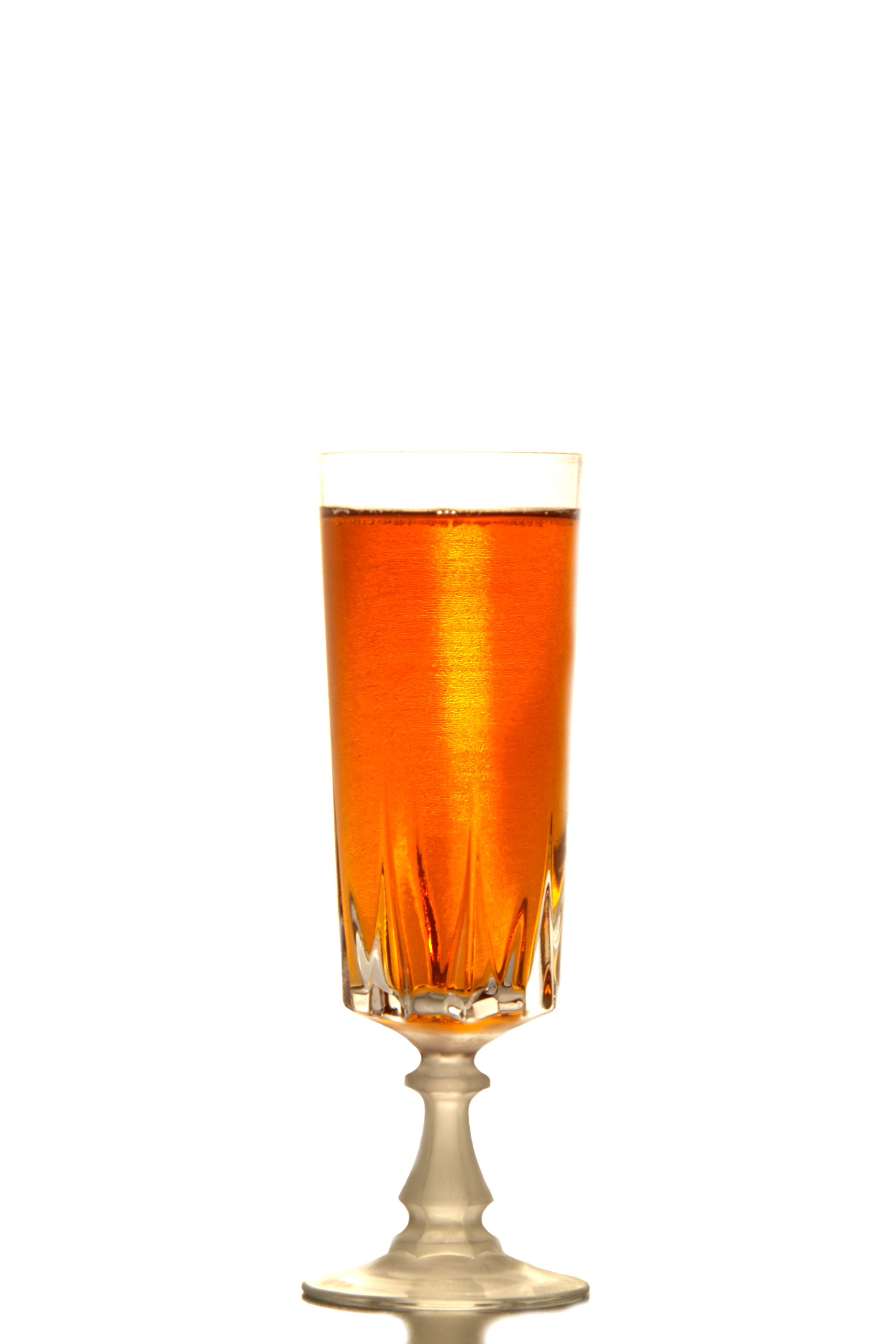
Seelbach

Der Seelbach ist ein Cocktail aus Bourbon Whiskey, Triple Sec (Orangenlikör), Champagner sowie einer für Cocktails ungewöhnlich hohen Menge an Bitters.

## Geschichte
Im Gegensatz zu einer Vielzahl von Cocktails ist die Geschichte des Seelbachs vergleichsweise gut bekannt. Der Drink wurde im Jahr 1995 von Adam Seger, dem damaligen Restaurant-Manager im Seelbach Hotel in Louisville, Kentucky – heute das Seelbach Hilton –, erstmals zubereitet und nach dem Ort der erstmaligen Zubereitung benannt.
Jahrelang behauptete Seger, dass der Cocktail zwischen den Jahren 1912 und 1917 kreiert wurde, während der Prohibition in den Vereinigten Staaten in Vergessenheit geriet und erst 1995 von ihm wiederentdeckt wurde. Angeblich entstand der Drink, als ein Paar in den Flitterwochen das Hotel besuchte. Während der Mann nach einem Manhattan verlangte, bestellte die Frau einen Cocktail mit Champagner. Der Barkeeper schüttete jedoch irrtümlicherweise den Champagner in den Manhattan und schuf so die Grundlage für den neuen Drink und Hauscocktail. Die Geschichte und das Rezept wurden vielfach zitiert und fanden Eingang in mehrere Cocktailbücher.
Im Jahr 2016 wurde jedoch bekannt, dass die Geschichte frei erfunden war. Demnach handelt es sich nicht um den ehemaligen Signature Drink des Hotels, sondern eine vergleichsweise neue Kreation. Als Grund wurde von Seger angegeben, dass er vergeblich nach einem Drink suchte, den das Hotel einst servierte. Da er kein Rezept finden konnte, erfand er die Geschichte:

“I was nobody, I had no previous accolades in the bar world. I knew I could make a great drink. I wanted it to be this promotion for the hotel, and I felt the hotel needed a signature cocktail. How could you have a place that F. Scott Fitzgerald hung out in that doesn’t have a damn cocktail?”

„Ich war ein Niemand, ich hatte bisher keine Anerkennung in der Barwelt. Ich wusste, ich könnte einen großartigen Drink machen. Ich wollte, dass er für das Hotel wirbt, und ich fühlte, dass das Hotel einen Signature Drink brauchte. Wie konnte es einen Ort geben, an dem F. Scott Fitzgerald einkehrte, der keinen verdammten Cocktail hatte?“

Das Seelbach-Hotel gab nach den Enthüllungen bekannt, den Drink auch weiterhin zu führen.

## Zubereitung und Varianten
Die Angaben der einzelnen Zutaten für die Zubereitung des Cocktails variieren. Ungewöhnlich ist unabhängig von dem Rezept die große Menge an verwendeten Bitters und das daraus resultierende „prägnante Aromenprofil“. So werden beispielsweise 3 cl Bourbon, 1,5 cl Triple Sec, 7 Dashes (Spritzer) Angosturabitter und 7 Dashes Peychaud’s Bitters sowie 15 cl Champagner zur Zubereitung empfohlen. Alle Zutaten bis auf den Champagner werden in einem Rührglas auf viel Eis verrührt, anschließend in eine vorgekühlte, kleine Cocktailschale abgeseiht und mit Champagner aufgefüllt. Anschließend wird eine Orangenzeste über dem Drink abgespritzt und in den Drink gegeben.